# Calcio Padova 2010-2011
Questa pagina raccoglie i dati riguardanti il Calcio Padova nelle competizioni ufficiali della stagione 2010-2011.

## Stagione
La squadra patavina chiude il campionato al quarto posto con 62 punti, raggiungendo i Play-off, nella doppia semifinale supera il Varese, poi nella doppia finale cede al Novara che sale in Serie A con Atalanta e Siena, che hanno ottenuto la promozione diretta con i primi due posti.
Nella Coppa Italia, il 16 agosto 2010 i biancoscudati iniziano la stagione affrontando in casa nel secondo turno il Ravenna squadra della Lega Pro Prima Divisione vincendo (1-0) con un gol di Andrea Soncin, passando così al terzo turno, nel quale il 27 ottobre ha incontrato l'Udinese, la squadra bianconera che milita in Serie A, e che si impone nettamente (4-0) al Friuli.

## Divise e sponsor
Lo sponsor tecnico per la stagione 2010-2011 è Lotto, mentre gli sponsor ufficiali sono Famila e Cassa di Risparmio del Veneto. La divisa è una bianca con lo scudo cerchiato in rosso, con pantaloncini bianchi e calzettoni bianchi. La divisa di riserva è nera, mentre la terza divisa è gialla fosforescente con pantaloncini neri.
| Casa | Trasferta | Terza Divisa |

## Organigramma societario[1]
Area direttiva
- Presidente: Marcello Cestaro
- Vice Presidenti: Barbara Carron, Alberto Bertani
- Consiglieri: Antonio Leonardo Cetera, Fabio Cremonese, Gianaldo De Pieri, Francesco Peghin, Michele Poletto
- Amministratore delegato: Gianluca Sottovia

Area organizzativa
- Segretario Sportivo: Simone Marconato
- Amministrazione: Benedetto Facchinato
- Segretaria: Antonella Segala

Area comunicazione
- Direttore comunicazione e Marketing: Gianni Potti
- Ufficio Stampa e web: Massimo Candotti
- Ufficio marketing: Matteo Salvadego, Nicolas Mantero

Area tecnica
- Direttore sportivo: Rino Foschi
- Responsabile Osservatori: Federico Crovari
- Team manager: Bruno Musco, (fino al 23/08/2010) - Simone Marconato, (fino al 15/09/2010)[2] Dino Bellini, (dal 15/09/2010)[3]
- Scouting: Loris Fincato
- Responsabile prima squadra: Alessandro Calori, (fino al 15/03/2011) - Alessandro Dal Canto
- Primo collaboratore: Alberto Maresi
- Preparatore atletico: Fabio Munzone
- Preparatore dei portieri: Luigi Turci
- Collaboratore tecnico: Ivone De Franceschi

Area sanitaria
- Responsabile: Gino Nassuato
- Medico: Patrizio Sarto
- Consulente Ortopedico: Davide Bertolini
- Fisioterapisti: Felice Zuin

## Rosa

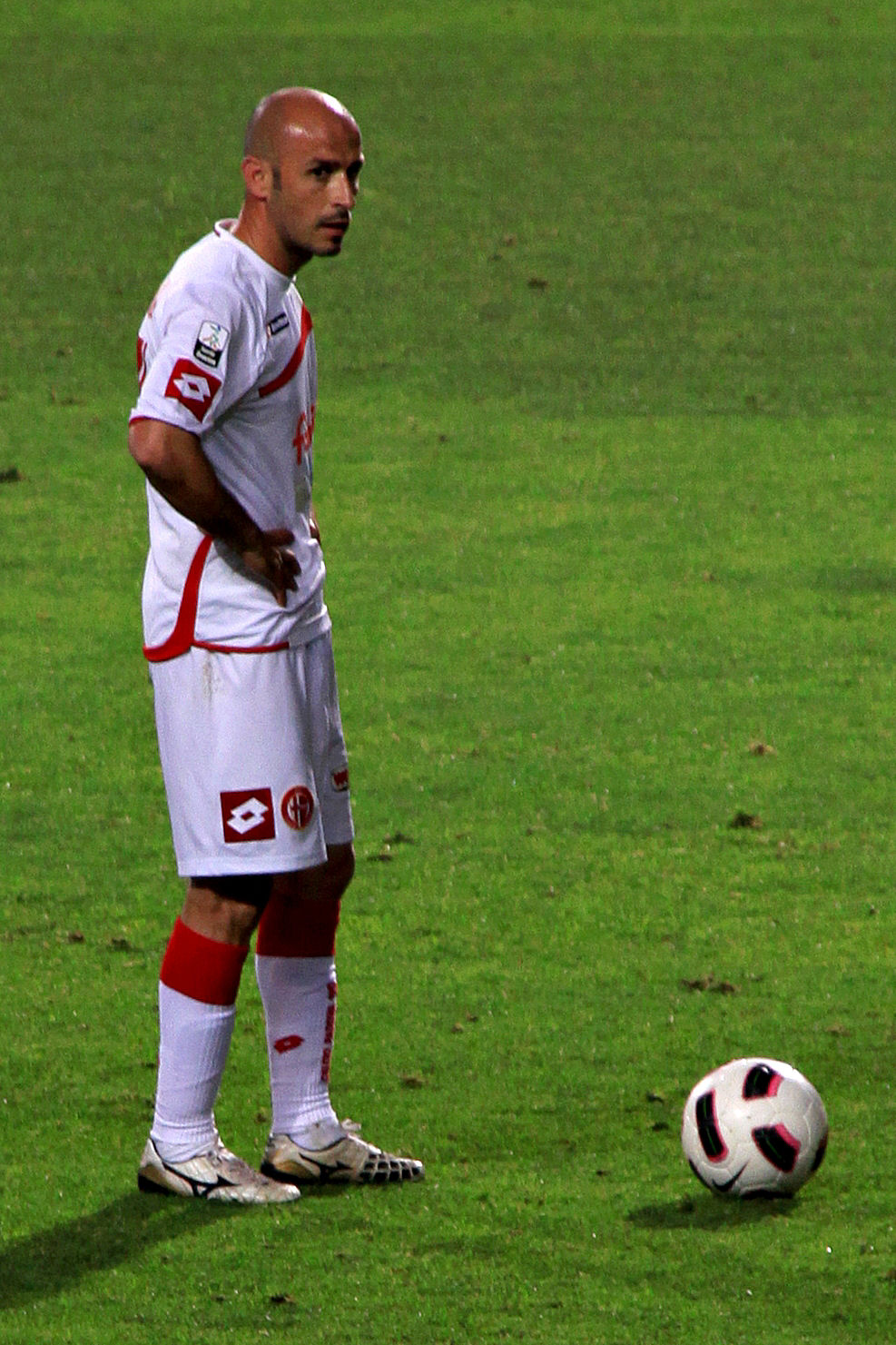
Vincenzo Italiano, nella stagione 2010-2011 capitano del Padova.

## Rosa[4]
| N. |                       | Ruolo | Calciatore             |
| -- | --------------------- | ----- | ---------------------- |
| 1  | Italia (bandiera)     | P     | Andrea Cano            |
| 2  | Italia (bandiera)     | D     | Daniel Cappelletti     |
| 3  | Italia (bandiera)     | D     | Trevor Trevisan        |
| 4  | Finlandia (bandiera)  | D     | Jonas Portin           |
| 5  | Brasile (bandiera)    | C     | Bruno Leonardo Vicente |
| 6  | Portogallo (bandiera) | D     | Vasco Faísca           |
| 7  | Italia (bandiera)     | C     | Andrea Rabito          |
| 8  | Italia (bandiera)     | C     | Andrea Bovo            |
| 9  | Brasile (bandiera)    | A     | Marcos Ariel de Paula  |
| 10 | Italia (bandiera)     | A     | Antonio Di Nardo       |
| 11 | Italia (bandiera)     | C     | Marco Gallozzi         |
| 13 | Italia (bandiera)     | D     | Elia Legati            |
| 17 | Italia (bandiera)     | C     | Alberto Filippini      |
| 18 | Italia (bandiera)     | P     | Francesco Niero        |
| 19 | Italia (bandiera)     | A     | Davide Succi           |
| 20 | Italia (bandiera)     | A     | Daniele Vantaggiato    |
| 22 | Italia (bandiera)     | P     | Andrea Menegon         |
| 23 | Italia (bandiera)     | D     | Antonio Esposito       |

| N. |                           | Ruolo | Calciatore                   |
| -- | ------------------------- | ----- | ---------------------------- |
| 26 | Italia (bandiera)         | P     | Federico Agliardi            |
| 27 | Italia (bandiera)         | D     | Gianluca Giovannini          |
| 30 | Svizzera (bandiera)       | C     | Xavier Hochstrasser          |
| 32 | Costa d'Avorio (bandiera) | D     | Adama Diakité                |
| 33 | Italia (bandiera)         | D     | Francesco Renzetti           |
| 34 | Brasile (bandiera)        | D     | César Vinicio                |
| 38 | Francia (bandiera)        | C     | Marc Lewandowski             |
| 45 | Nigeria (bandiera)        | A     | Jerry Mbakogu                |
| 45 | Francia (bandiera)        | C     | Ousmane Dramé                |
| 63 | Italia (bandiera)         | A     | Matteo Ardemagni             |
| 73 | Italia (bandiera)         | C     | Davide Di Gennaro            |
| 75 | Spagna (bandiera)         | D     | José Ángel Crespo            |
| 77 | Italia (bandiera)         | C     | Vincenzo Italiano (capitano) |
| 84 | Italia (bandiera)         | C     | William Jidayi               |
| 88 | Argentina (bandiera)      | C     | Matías Cuffa                 |
| 90 | Brasile (bandiera)        | C     | Ronaldo Pompeu Da Silva      |
| 92 | Italia (bandiera)         | C     | Stephan El Shaarawy          |
| 99 | Italia (bandiera)         | A     | Andrea Soncin                |

## Calciomercato

### Sessione estiva(dall'1/7 all'1/9)
| Acquisti | Acquisti                | Acquisti        | Acquisti                                            |
| R.       | Nome                    | da              | Modalità                                            |
| -------- | ----------------------- | --------------- | --------------------------------------------------- |
| D        | Ciro Aliberti           | Itala San Marco | fine prestito                                       |
| P        | Giacomo Fantin          | Sambonifacese   | fine prestito                                       |
| D        | José Ángel Crespo       | Siviglia        | definitivo                                          |
| D        | Antonio Esposito        | Inter           | prestito                                            |
| D        | Elia Legati             | Milan           | comproprietà                                        |
| D        | Davide Di Gennaro       | Milan           | prestito                                            |
| C        | Stephan El Shaarawi     | Genoa           | prestito                                            |
| A        | Alberto Filippini       | Como            | fine prestito                                       |
| C        | Marc Lewandowski        | Siracusa        | fine prestito                                       |
| C        | Ronaldo Pompeu Da Silva | svincolato      | definitivo                                          |
| C        | Vicente Bruno Leonardo  | svincolato      | definitivo                                          |
| A        | Jerry Mbakogu           | Palermo         | fine prestito                                       |
| A        | Massimiliano Varricchio | Cremonese       | fine prestito                                       |
| A        | Andrea Raimondi         | Sangiovannese   | fine prestito                                       |
| A        | Antonio Croce           | Pro Vasto       | fine prestito                                       |
| A        | Davide Succi            | Palermo         | prestito con diritto di riscatto                    |
| D        | Daniel Cappelletti      | Palermo         | prestito con diritto di riscatto della comproprietà |
| D        | Jonas Portin            | Ascoli          | comproprietà                                        |
| D        | Marco Gallozzi          | Foligno         | comproprietà                                        |
| D        | Girdvainis Edvinas      | FBK Kaunas      | definitivo                                          |

| Cessioni | Cessioni                | Cessioni      | Cessioni                         |
| R.       | Nome                    | a             | Modalità                         |
| -------- | ----------------------- | ------------- | -------------------------------- |
| A        | Antonio Croce           | -             | svincolato                       |
| C        | Diego Simoes            | Carpi         | prestito                         |
| P        | Giacomo Fantin          | Sangiovannese | prestito                         |
| A        | Andrea Raimondi         | Juve Stabia   | prestito                         |
| D        | Marco Petrassi          | Gela          | prestito                         |
| D        | Daniele Gasparetto      | Modena        | fine prestito                    |
| D        | Matteo Darmian          | Milan         | fine prestito                    |
| D        | Selim Ben Djemia        | Genoa         | fine prestito                    |
| A        | Mirco Gasparetto        | Chievo        | fine prestito                    |
| C        | Bogdan Pătrașcu         | -             | svincolato                       |
| C        | Piermario Morosini      | Udinese       | fine prestito                    |
| C        | Giacomo Bonaventura     | Atalanta      | fine prestito                    |
| D        | Paolo Cotroneo          | -             | svincolato                       |
| A        | Massimiliano Varricchio | -             | svincolato                       |
| A        | Nicola Maniero          | Palermo       | prestito con diritto di riscatto |
| D        | Vasco Faísca            | Ascoli        | definitivo                       |
| A        | Andrea Soncin           | Grosseto      | definitivo                       |
| C        | Marc Lewandowski        | Ascoli        | prestito con diritto di riscatto |
| A        | Jerry Mbakogu           | Juve Stabia   | prestito                         |
| D        | Gianluca Giovannini     | Foligno       | prestito                         |

### Sessione invernale
| Acquisti | Acquisti              | Acquisti   | Acquisti                                            |
| R.       | Nome                  | da         | Modalità                                            |
| -------- | --------------------- | ---------- | --------------------------------------------------- |
| C        | Dieng Modou Kane      | Sandonà    | fine prestito                                       |
| A        | Marcos Ariel de Paula | Chievo     | prestito con diritto di riscatto                    |
| A        | Badji Aziz Abdou      | Tamai      | fine prestito                                       |
| A        | Matteo Ardemagni      | Atalanta   | prestito con diritto di riscatto della comproprietà |
| P        | Francesco Luciani     | Fiorentina | prestito                                            |
| C        | Xavier Hochstrasser   | Young Boys | prestito con diritto di riscatto                    |

| Cessioni | Cessioni          | Cessioni | Cessioni      |
| R.       | Nome              | a        | Modalità      |
| -------- | ----------------- | -------- | ------------- |
| C        | Alberto Filippini | Como     | prestito      |
| D        | Antonio Esposito  | Inter    | fine prestito |

## Risultati

### Serie B

#### Girone di andata
| Arbitro: | Pinzani (Empoli) |

|          |           |                  |
| Succi 9’ | Marcatori | 25’ (rig.) Motta |

| Arbitro: | Merchiori (Ferrara) |

|                     |           |            |
| Ginestra 18’ (rig.) | Marcatori | 90’ Rabito |

| Arbitro: | Giacomelli (Trieste) |

|             |           |  |
| Velardi 18’ | Marcatori |  |

| Arbitro: | Calvarese (Teramo) |

|                                                   |           |  |
| El Shaarawy 30’ Vicente 65’ Succi 69’ (rig.), 82’ | Marcatori |  |

| Trieste 18 settembre 2010, ore 15.00 CEST 5ª giornata | Triestina             | 0 – 0 referto | Padova | Stadio Nereo Rocco (4 546 spett.)\| Arbitro: \| Ruini (Reggio Emilia) \| |
| Arbitro:                                              | Ruini (Reggio Emilia) |               |        |                                                                          |

| Arbitro: | Baratta (Salerno) |

|                          |           |  |
| Succi 11’ Di Gennaro 32’ | Marcatori |  |

| Arbitro: | Palazzino (Ciampino) |

|                       |           |                       |
| Cacia 58’ (rig.), 87’ | Marcatori | 26’ (rig.), 74’ Succi |

| Arbitro: | Cervellera (Taranto) |

|                                     |           |  |
| Vantaggiato 21’ Di Gennaro 43’, 49’ | Marcatori |  |

| Arbitro: | Tozzi (Ostia Lido) |

|                                |           |                  |
| Mastronunzio 11’ Reginaldo 88’ | Marcatori | 71’ (rig.) Succi |

| Arbitro: | Ciampi (Roma) |

|                    |           |                |
| Succi 46’ Bovo 88’ | Marcatori | 25’ Piovaccari |

| Arbitro: | Massa (Imperia) |

|                                         |           |              |
| Succi 45+1’ (rig.) Vantaggiato 78’, 88’ | Marcatori | 9’ Sansovini |

| Arbitro: | Nasca (Bari) |

|                                                 |           |                  |
| Barreto 30’ Doni 45’ (rig.), 47’ Tiribocchi 64’ | Marcatori | 61’ (rig.) Succi |

| Arbitro: | Guida (Torre Annunziata) |

|                  |           |                            |
| Succi 39’, 90+1’ | Marcatori | 66’ F. Lazzari 76’ Coralli |

| Arbitro: | Baracani (Firenze) |

|              |           |          |
| Altinier 63’ | Marcatori | 9’ Succi |

| Arbitro: | Cervellera (Taranto) |

|                                     |           |          |
| Di Gennaro 27’ Crespo 66’ Succi 72’ | Marcatori | 51’ Lodi |

| Arbitro: | Ostinelli (Como) |

|                            |           |                |
| Abbruscato 44’ Braiati 48’ | Marcatori | 51’ Di Gennaro |

| Arbitro: | Velotto (Grosseto) |

|                       |           |                                      |
| Gallozzi 35’ Bovo 60’ | Marcatori | 41’ Claiton 82’ Frara 90+4’ Carrozza |

| Arbitro: | Ostinelli (Como) |

|               |           |  |
| Cristiano 32’ | Marcatori |  |

| Arbitro: | Calvarese (Teramo) |

|          |           |  |
| Succi 8’ | Marcatori |  |

| Arbitro: | Baracani (Firenze) |

|                                     |           |                                  |
| Renzetti 16’ (aut.) Tavano 31’, 64’ | Marcatori | 48’, 80’ Vantaggiato 73’ Ronaldo |

| Arbitro: | N. Stefanini (Prato) |

|            |           |                |
| Legati 70’ | Marcatori | 76’ R. Bianchi |

#### Girone di ritorno
| Arbitro: | Ciampi (Roma) |

|             |           |                 |
| Porcari 77’ | Marcatori | 39’ El Shaarawy |

| Arbitro: | Bagalini (Fermo) |

|                 |           |  |
| Vantaggiato 72’ | Marcatori |  |

| Arbitro: | Merchiori (Ferrara) |

|                 |           |               |
| Vantaggiato 11’ | Marcatori | 22’ Mazzarani |

| Arbitro: | Tozzi (Ostia Lido) |

|               |           |                   |
| Bonazzoli 79’ | Marcatori | 90+3’ Vantaggiato |

| Arbitro: | Doveri (Roma) |

|  |           |            |
|  | Marcatori | 88’ Marchi |

| Arbitro: | Ruini (Reggio Emilia) |

|                               |           |                        |
| Torri 44’ (rig.) Foglio 90+3’ | Marcatori | 39’ (rig.) Vantaggiato |

| Padova 25 febbraio 2011, ore 15:00 CET 28ª giornata | Padova           | 0 – 0 referto | Piacenza | Stadio Euganeo (4 666 spett.)\| Arbitro: \| Ostinelli (Como) \| |
| Arbitro:                                            | Ostinelli (Como) |               |          |                                                                 |

| Arbitro: | Baratta (Salerno) |

|                                       |           |                 |
| Sforzini 5’ Mora 49’ Papa Waigo 90+1’ | Marcatori | 28’ Vantaggiato |

| Padova 5 marzo 2011, ore 15:00 CET 30ª giornata | Padova        | 0 – 0 referto | Siena | Stadio Euganeo (5 571 spett.)\| Arbitro: \| Ciampi (Roma) \| |
| Arbitro:                                        | Ciampi (Roma) |               |       |                                                              |

| Arbitro: | Velotto (Grosseto) |

|                              |           |                        |
| Nassi 3’ Piovaccari 28’, 50’ | Marcatori | 67’ (rig.) Vantaggiato |

| Arbitro: | Palazzino (Ciampino) |

|  |           |                      |
|  | Marcatori | 65’, 90+3’ Ardemagni |

| Arbitro: | Baracani (Firenze) |

|                 |           |                   |
| El Shaarawy 54’ | Marcatori | 3’ Ferreira Pinto |

| Arbitro: | Merchiori (Ferrara) |

|                           |           |                              |
| Laurito 4’ Valdifiori 72’ | Marcatori | 23’ De Paula 54’ El Shaarawy |

| Arbitro: | N. Stefanini (Prato) |

|                                               |           |            |
| Italiano 49’ (rig.) Trevisan 80’ de Paula 86’ | Marcatori | 17’ Tarana |

| Arbitro: | Bagalini (Fermo) |

|             |           |              |
| Masucci 11’ | Marcatori | 90+1’ Rabito |

| Arbitro: | Pinzani (Empoli) |

|                                                           |           |             |
| Martinelli 25’ (aut.) El Shaarawy 38’ de Paula 62’, 90+3’ | Marcatori | 77’ Cellini |

| Varese 30 aprile 2011, ore 15.00 CEST 38ª giornata | Varese             | 0 – 0 referto | Padova | Stadio Franco Ossola (4 879 spett.)\| Arbitro: \| Calvarese (Teramo) \| |
| Arbitro:                                           | Calvarese (Teramo) |               |        |                                                                         |

| Arbitro: | Candussio (Cervignano del Friuli) |

|                                         |           |              |
| Cuffa 15’ El Shaarawy 42’ Ardemagni 65’ | Marcatori | 90’ Feczesin |

| Arbitro: | Baracani (Firenze) |

|  |           |                 |
|  | Marcatori | 60’ El Shaarawy |

| Arbitro: | Guida (Torre Annunziata) |

|                                              |           |                       |
| De Paula 69’ Cuffa 82’ Italiano 90+3’ (rig.) | Marcatori | 58’, 86’ Danilevičius |

| Arbitro: | Pinzani (Empoli) |

|  |           |                        |
|  | Marcatori | 43’ Cuffa 80’ De Paula |

### Play-off
| Arbitro: | Massa (Imperia) |

|                     |           |  |
| Italiano 52’ (rig.) | Marcatori |  |

| Arbitro: | Tozzi (Ostia Lido) |

|                                         |           |                                 |
| Pisano 11’ Neto Pereira 14’ De Luca 66’ | Marcatori | 19’, 72’ El Shaarawy 47’ Legati |

| Padova 9 giugno 2011, ore 20:45 CEST Finale - Andata | Padova        | 0 – 0 referto | Novara | Stadio Euganeo (21 540 spett.)\| Arbitro: \| Doveri (Roma) \| |
| Arbitro:                                             | Doveri (Roma) |               |        |                                                               |

| Arbitro: | Guida (Torre Annunziata) |

|                            |           |  |
| González 16’ M. Rigoni 70’ | Marcatori |  |

### Coppa Italia
| Arbitro: | Ruini (Reggio Emilia) |

|            |           |  |
| Soncin 79’ | Marcatori |  |

| Arbitro: | Gava (Conegliano) |

|                                               |           |  |
| Floro Flores 20’ Corradi 25’, 58’ Angella 43’ | Marcatori |  |

## Statistiche
Statistiche aggiornate al 9 novembre 2010.

### Statistiche di squadra
| Competizione | Punti | In casa | In casa | In casa | In casa | In casa | In casa | In trasferta | In trasferta | In trasferta | In trasferta | In trasferta | In trasferta | Totale | Totale | Totale | Totale | Totale | Totale | DR  |
| Competizione | Punti | G       | V       | N       | P       | Gf      | Gs      | G            | V            | N            | P            | Gf           | Gs           | G      | V      | N      | P      | Gf     | Gs     | DR  |
| ------------ | ----- | ------- | ------- | ------- | ------- | ------- | ------- | ------------ | ------------ | ------------ | ------------ | ------------ | ------------ | ------ | ------ | ------ | ------ | ------ | ------ | --- |
| Serie B      | 62    | 21      | 12      | 7       | 2       | 40      | 18      | 21           | 3            | 10           | 8            | 23           | 30           | 42     | 15     | 17     | 10     | 63     | 48     | +15 |
| Coppa Italia | -     | 1       | 1       | 0       | 1       | 1       | 4       | 1            | 0            | 0            | 1            | 0            | 4            | 2      | 1      | 0      | 1      | 1      | 4      | -3  |
| Totale       | 62    | 22      | 13      | 7       | 2       | 41      | 18      | 22           | 3            | 10           | 9            | 23           | 34           | 44     | 16     | 17     | 11     | 64     | 52     | +12 |

### Statistiche dei giocatori
| Giocatore       | Serie B  | Serie B | Serie B     | Serie B    | Coppa Italia | Coppa Italia | Coppa Italia | Coppa Italia | Totale   | Totale | Totale      | Totale     |
| Giocatore       | Presenze | Reti    | Ammonizioni | Espulsioni | Presenze     | Reti         | Ammonizioni  | Espulsioni   | Presenze | Reti   | Ammonizioni | Espulsioni |
| --------------- | -------- | ------- | ----------- | ---------- | ------------ | ------------ | ------------ | ------------ | -------- | ------ | ----------- | ---------- |
| F. Agliardi     | 16       | -21     | 0           | 0          | 1            | 0            | 0            | 0            | 17       | -21    | 0           | 0          |
| M. Ardemagni    | 22       | 3       | 2           | 0          | 0            | 0            | 0            | 0            | 22       | 3      | 2           | 0          |
| A. Bovo         | 43       | 2       | 7           | 0          | 1            | 0            | 0            | 0            | 44       | 2      | 7           | 0          |
| A. Cano         | 30       | -32     | 0           | 0          | 1            | -4           | 0            | 0            | 31       | -36    | 0           | 0          |
| D. Cappelletti  | 3        | 0       | 0           | 0          | 1            | 0            | 0            | 0            | 4        | 0      | 0           | 0          |
| César           | 40       | 0       | 6           | 1          | 1            | 0            | 1            | 0            | 41       | 0      | 7           | 1          |
| J.A. Crespo     | 43       | 1       | 7           | 0          | 0            | 0            | 0            | 0            | 43       | 1      | 7           | 0          |
| M. Cuffa        | 39       | 3       | 8           | 0          | 1            | 0            | 0            | 0            | 40       | 3      | 8           | 0          |
| M.A. De Paula   | 26       | 6       | 1           | 0          | 0            | 0            | 0            | 0            | 26       | 6      | 1           | 0          |
| D. Di Gennaro   | 17       | 5       | 2           | 0          | 1            | 0            | 0            | 0            | 18       | 5      | 2           | 0          |
| A. Di Nardo     | 20       | 0       | 0           | 0          | 1            | 0            | 0            | 0            | 21       | 0      | 0           | 0          |
| O. Drame        | 10       | 0       | 3           | 0          | 0            | 0            | 0            | 0            | 10       | 0      | 3           | 0          |
| S. El Shaarawy  | 29       | 9       | 0           | 0          | 1            | 0            | 0            | 0            | 30       | 9      | 0           | 0          |
| A. Esposito     | 0        | 0       | 0           | 0          | 1            | 0            | 0            | 0            | 1        | 0      | 0           | 0          |
| A. Filippini    | 8        | 0       | 1           | 0          | 2            | 0            | 0            | 0            | 10       | 0      | 1           | 0          |
| M. Gallozzi     | 23       | 1       | 1           | 0          | 1            | 0            | 0            | 0            | 24       | 1      | 1           | 0          |
| X. Hochstrasser | 8        | 0       | 2           | 0          | 0            | 0            | 0            | 0            | 8        | 0      | 2           | 0          |
| V. Italiano     | 31       | 3       | 5           | 0          | 1            | 0            | 0            | 0            | 32       | 3      | 5           | 0          |
| W. Jidayi       | 28       | 0       | 4           | 0          | 2            | 0            | 0            | 0            | 30       | 0      | 4           | 0          |
| E. Legati       | 39       | 2       | 12          | 1          | 1            | 0            | 0            | 0            | 40       | 2      | 12          | 1          |
| J. Mbakogu      | 1        | 0       | 0           | 0          | 0            | 0            | 0            | 0            | 1        | 0      | 0           | 0          |
| A. Menegon      | 0        | 0       | 0           | 0          | 0            | 0            | 0            | 0            | 0        | 0      | 0           | 0          |
| J. Portin       | 10       | 0       | 2           | 0          | 1            | 0            | 0            | 0            | 11       | 0      | 2           | 0          |
| A. Rabito       | 18       | 2       | 1           | 0          | 2            | 0            | 0            | 0            | 20       | 2      | 1           | 0          |
| F. Renzetti     | 42       | 0       | 8           | 0          | 1            | 0            | 1            | 0            | 43       | 0      | 9           | 0          |
| Ronaldo         | 11       | 1       | 4           | 0          | 1            | 0            | 0            | 0            | 12       | 1      | 4           | 0          |
| A. Soncin       | 2        | 0       | 0           | 0          | 1            | 1            | 1            | 0            | 3        | 1      | 1           | 0          |
| D. Succi        | 20       | 15      | 2           | 0          | 0            | 0            | 0            | 0            | 20       | 15     | 2           | 0          |
| T. Trevisan     | 22       | 1       | 5           | 0          | 2            | 0            | 0            | 0            | 24       | 1      | 5           | 0          |
| D. Vantaggiato  | 26       | 11      | 4           | 1          | 1            | 0            | 1            | 0            | 27       | 11     | 5           | 1          |
| B.L. Vicente    | 13       | 1       | 3           | 0          | 0            | 0            | 0            | 0            | 13       | 1      | 3           | 0          |

## Giovanili

### Organigramma societario
- Responsabile: Giorgio Molon
- Magazziniere: Andrea Pravato, Luciano De Franceschi
- Referente Progetto Scuola: Alberto Piva, Francesco Beltramelli, Riccardo Bovo
- Coordinatore tecnico scuola calcio: Lorenzo Simeoni
- Segreteria: Fabio Pagliani

Staff tecnico
- Preparatore Atletico: Maurizio Ballò, Riccardo Carola, Riccardo Bovo, Igor Petrassi
- Preparatore dei portieri: Adriano Zancopè, Massimo Mattiazzo, Federico Bee

Allenatori
- Primavera: Alessandro Dal Canto, (fino al 22/03/2011) - Paolo Favaretto, (dal 22/03/2011)
- Allievi Nazionali: Gualtiero Grandini
- Allievi Regionali: Emanuele Pellizzaro
- Giovanissimi Nazionali: Lorenzo Simeoni
- Giovanissimi Regionali: Massimiliano Lucchini
- Esordienti Regionali: Riccardo Calore
- Esordienti provinciali 1999: Cosimo Chiefa
- Esordienti provinciali 2000: Mattia Boldrin
- Pulcini 2001: Massimiliano Saccon
- Pulcini 2002: Francesco Beltramelli

Area Medica
- Medici: Daniele Numitore, Stefano Viale
- Fisioterapisti: Renato Norbiato, Antonio Maggiolini, Gabriele Tenace, Luciano Zorzan, Nicola Calderazzo